# Belo sur Mer
Belo sur Mer est une commune urbaine malgache située dans la partie sud-ouest de la région du Menabe, dans le District de Morondava.
La ville est bien connue pour ses constructeurs de boutres, des bateaux à voile traditionnels.

## Économie
Il y a plusieurs salines à Belo sur Mer.
Les charpentiers marins de Belo sur Mer produisent des goélettes suivant un modèle du XIXe siècle. Ce modèle a été transmis aux habitants dans les années 1900 par les frères Ludovic et Albert Joachim, deux marins réunionnais de souche bretonne, et perdure de nos jours comme le voilier français Le Sourire. Les goélettes servent au transport de cargaisons par cabotage le long des côtes et représentent un moyen de transport économique à Madagascar.

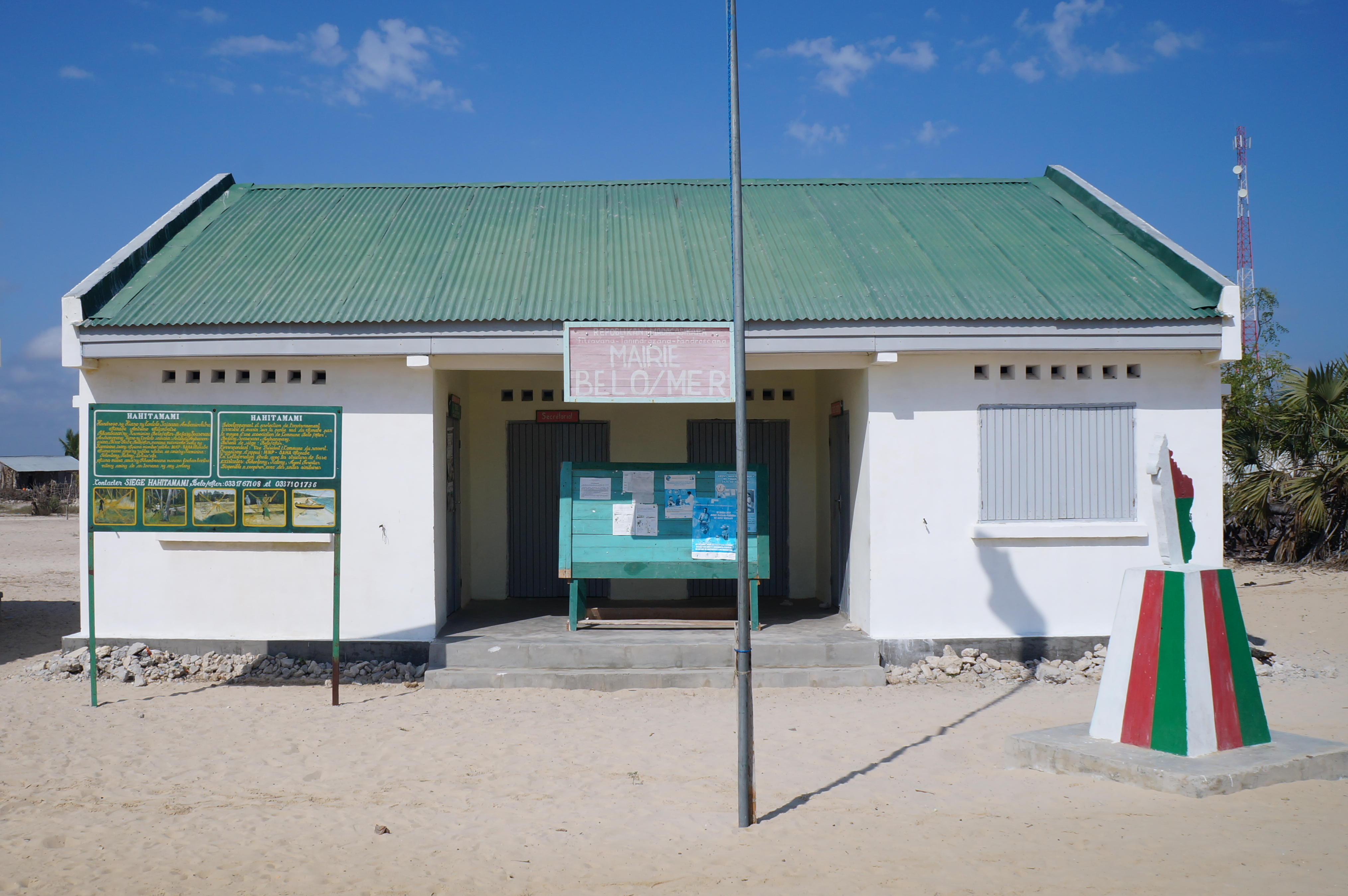
La mairie.
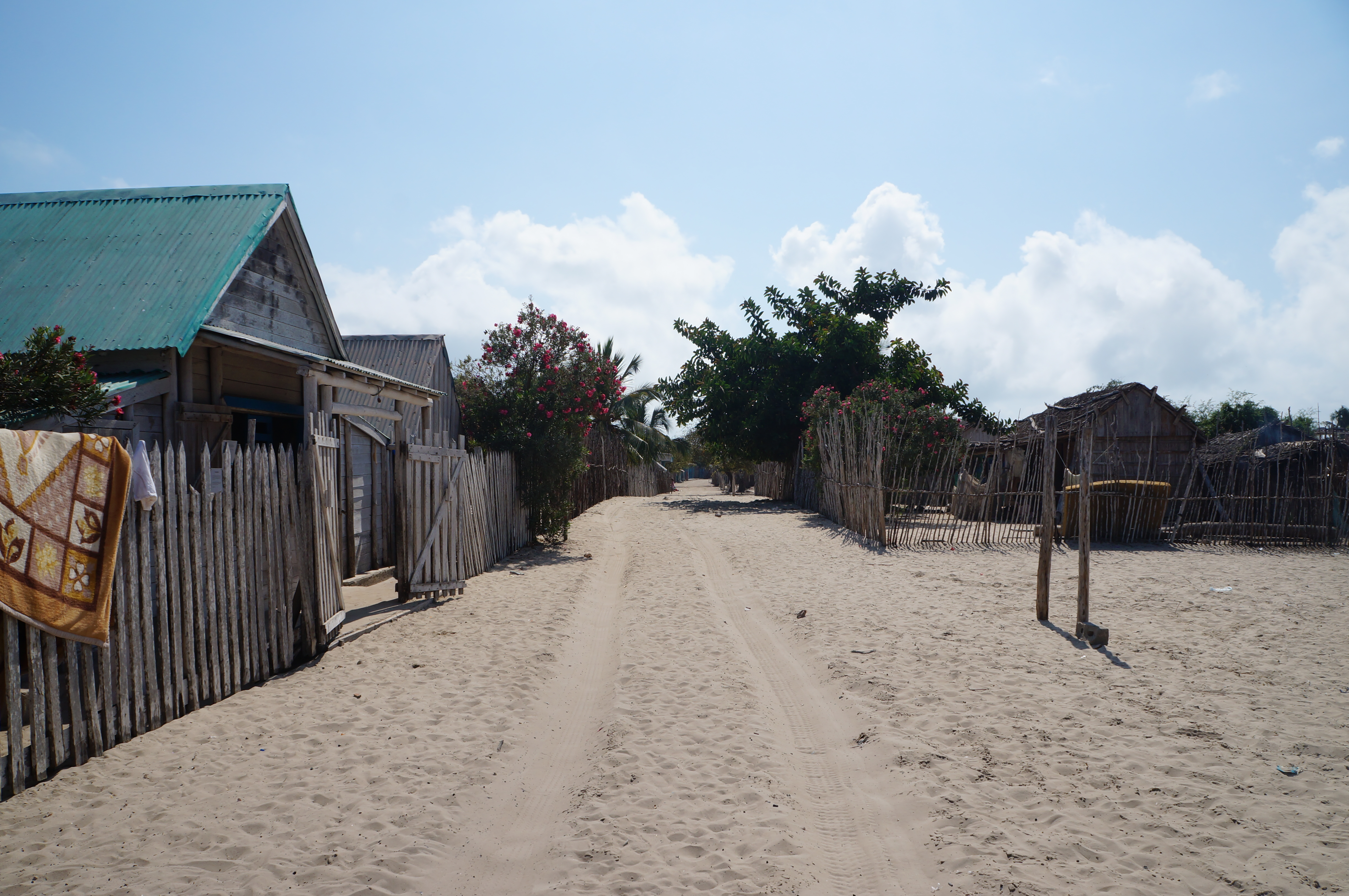
Rue principale.
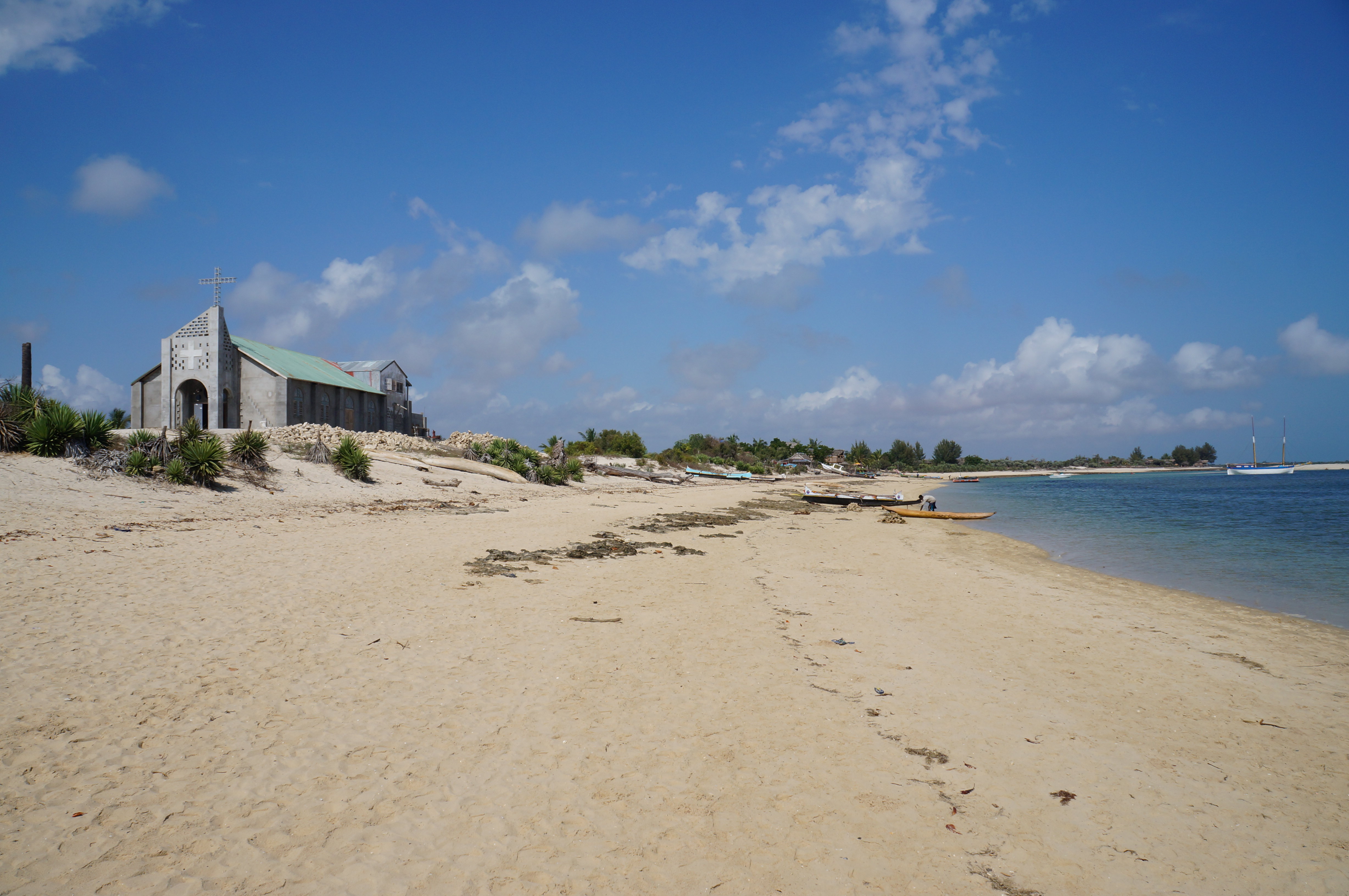
Église sur la plage.
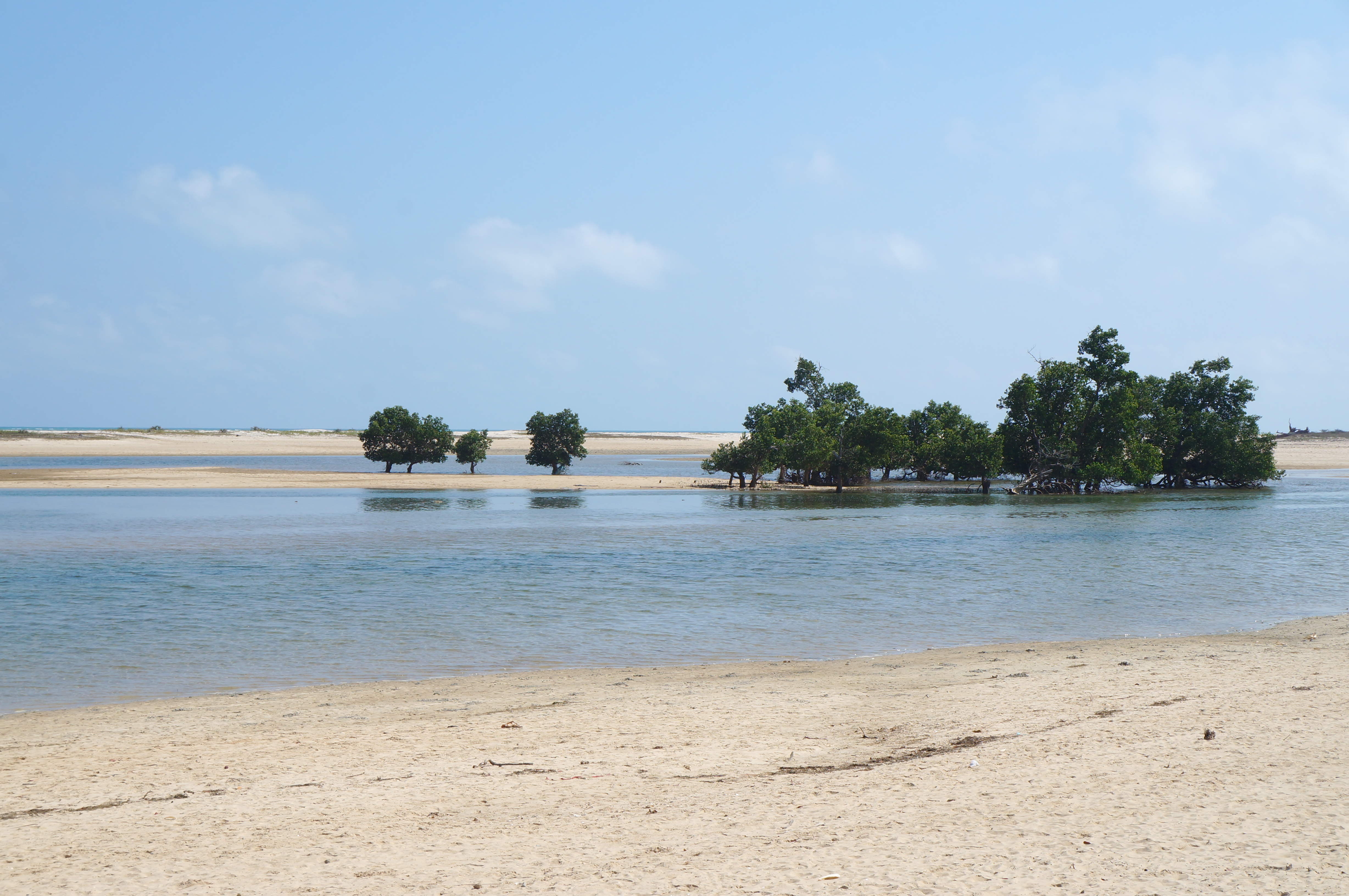
Mangroves.